# 伊東義祐
伊東義祐（日语：／ Itō Yoshisuke，1512年—1585年8月29日、永正九年－天正十三年八月五日），日本戰國時代九州大名，日向伊東氏第11代當主。通稱六郎五郎，晚年自號三位入道。
義祐時代為伊東氏最強盛之時期，官至從三位，但領土日向國後被島津氏所併吞。

## 經歷

### 家督相續
永正九年（1512年），義祐做為日向戰國大名伊東尹祐之子誕生。
天文二年（1533年），日向伊東氏第9代當主，同時也是義祐兄長的祐充早逝，叔父伊東祐武隨之發動叛亂，占領都於郡城，並迫使祐充與祐清（義祐）之外祖父、家中權臣福永祐炳自盡。留下的祐清和祐吉兄弟失去了依靠，本想離開日向國上洛，但遭反祐武派的家臣們阻止，最終返回財部地區與祐武對峙，形成兩股勢力對抗的「家騷動」。所幸在荒武三省的活躍下，祐武最終自盡，祐清和祐吉一方成功奪回都於郡城。
亂事平息後，伊東氏的家督在長倉祐省的支持下由弟弟祐吉繼承，而祐清則被迫出家。然而，祐吉在3年後因病去世，因此在天文五年（1536年）七月十日，祐清還俗並進入佐土原城，繼承了第11代家督。
翌年天文六年（1537年），敘任從四位下，並拜領室町幕府第12代將軍足利義晴的偏諱改名為「義祐」。天文十年（1541年），受封為大膳大夫。在永禄4年（1561年）敘任從三位（關於從三位的授位年份，《日向記》記載為天文十五年（1546年））。天文十八年（1549年）嫡男歡虎丸病死時，再度剃髮出家，號「三位入道」。此外，在永禄七年（1564年）時，義祐被任命為室町幕府的相伴衆。

### 飫肥之戰
義祐與日向島津豐州家（薩摩島津氏分家）爭奪日向國飫肥地區（日本國宮崎縣南部日南市）的土地權益由來已久，雙方爭戰不斷。
永禄三年（1560年），豊州家經由島津宗家敦請幕府調停飫肥役的爭議，六月時將軍足利義輝下達和睦命令，但義祐並未遵從。因此在九月四日，幕府政所執事伊勢貞孝前往日向國。在此期間，義祐向貞孝出示一分御教書，證明飫肥侵攻具備正當性。該御教書是日向伊東氏第6代當主伊東祐堯從將軍足利義政那裡所獲得，內容為：「日向薩摩大隅三國世代為伊東家，但島津、涉谷除外」。貞孝見此書後，認為其中出現了當時幕府不會使用的措辭，懷疑是偽書，但因未能獲得確鑿證據，只得將飫肥定為幕府直轄領，視為不可侵犯的領地。然而，義祐對此毫不在意，在翌年永禄四年（1561年）四月便展開了第七次對飫肥的侵攻。同年十二月，義祐施加壓力於豐州家，通過談判使其割讓飫肥的一部分，並在永禄五年（1562年）五月成功完全佔有飫肥。然而，該年九月，豐州家發動反擊，義祐在短短四個月內便被迫撤退。
永祿十一年（1568年）一月九日，義祐親自率領約2萬人的大軍攻擊飫肥城，圍困由島津忠親守衛的飫肥城達五個月之久。此期間，他還在小越之戰中擊敗了作為援軍出征的北郷時久的軍隊（第九飫肥役）。這次慘敗使得島津貴久於同年五月決定與義祐和議。最終，大隅國肝付氏及豐州家的領土在永祿十二年（1569年）成為伊東家的飫肥知行地。飫肥城有天然良港油津港，掌握飫肥南部之地後，給伊東氏極大的經濟利益。由此，義祐在政治上壓倒了島津氏，並在日向國內建立了48座支城，創造了伊東氏的最盛時期（伊東四十八城）。
然而義祐此後染上奢侈的京風文化並沈溺其中，根據地佐土原（現縣宮崎市佐土原町）更有「九州的小京都」之稱，但義祐作為武將的霸氣卻逐漸消失。

### 真幸院攻略～木崎原之戰
真幸院（宮崎縣南部山區地域舊名，約現在的小林市、高原町）原領主為北原氏的北原兼守，兼守的妻子麻生殿是伊東義祐的次女。永祿三年（1560年），北原兼守逝世，由於兼守沒有嫡子，北原氏的親族遂商議讓一族的兼孝（民部少輔）來繼承北原氏。然而，義祐卻將麻生殿改嫁給北原庶流的馬關田右衛門佐，並將其安置在三之山，計劃奪取北原氏的領地。不久，義祐殺害了兼孝，真幸院以及栗野、橫川、高原等地一度成為伊東氏的支配範圍。永祿五年（1562年），島津貴久與相良義陽、北鄉時久發兵協助北原氏奪回舊領六野原。但義祐私下與相良氏勾結，永祿六年（1563年）攻取大明神城、永祿七年（1564年）攻取大河平氏的今城。之後北原氏陸續發生叛變事件，真幸院飯野以外的地區再度成為伊東氏的領地。
真幸院是肥沃的穀倉地帶，想要完全支配日向國，就必須奪取飯野地區。永祿九年（1566年），伊東方在小林村建立了飯野地區攻略的前線基地三之山城
（後來的小林城）。然而，獲知此事的島津義久等人在城完成之前就展開攻擊。在須木城援軍的幫助下，城主米良重方於苦戰後擊退島津軍。島津軍的阿多中務、末弘又左衛門尉、椎原助十郎等多名將領也在米良重方及援軍的夾擊下陣亡。
永祿十一年（1568年）八月，義祐開始飯野地區的攻略。趁著島津義弘攻略菱刈氏之時，義祐命伊東祐安進攻義弘之居城飯野城。然而，這一行動卻被相良家臣、球磨皆越地頭皆越六郎左衛門的妻子（大河平隆次的姊姊），密告給島津義弘。在義弘察覺後，戰事也演變為雙方對峙的局面。為了應對這一局勢，義祐命人在飯野、田原陣地區修築桶平城，同時派遣佐土原遠江守入駐。該年十一月，島津方的遠矢良賢與黑木實利巧妙地利用釣魚野伏的戰術，將桶平城的伊東軍引誘進本地原（現今的宮崎縣延岡市觀音原一帶）一帶，並在此地展開猛烈攻擊。最終，伊東軍不敵敗退。隔年（1569年）義祐次男，日向伊東氏第12代當主伊東義益病故，使得局勢變得愈加複雜。在無法挽回的情況下，義祐只得燒了桶平城領兵撤退。值得一提的是，桶平城本來是為了支援菱刈氏與相良氏而設的城池，但義祐在沒有事先通知相良氏的情況下撤兵，這也引起了相良氏的怨恨。
元龜三年（1572年）五月，島津貴久去世。得到消息的義祐便聯合肥後的相良義陽進攻由於島津貴久之死和肝付氏的侵攻而陷入動搖的島津氏所領-加久藤城。然而，義祐所率領的3,000多名伊東軍卻遭島津義弘所率領的300名寡兵擊敗（木崎原之戰）。包括伊東祐安、伊東祐信、落合兼置、米良重方等伊東家多名武將均在此戰中陣亡。自此，義祐的真幸院攻略受挫，伊東家勢力也大幅衰退。

### 伊東崩
以木崎原大敗為契機，義祐的勢力逐漸衰退。首先，在木崎原之戰後四年的天正四年（1576年），伊東四十八城之一、長倉祐政治下的高原城遭到島津義久所率領的3萬大軍攻擊。義祐雖然派遣援軍，然而在壓倒性的兵力差距下，援軍未戰即退。最終由於高原城的水源遭切斷，長倉祐政只得選擇降伏。次日，治守小林城和須木城的米良矩重，因對義祐懷恨在心而投向島津一方。為了避免遭受牽連，附近的三之山城、野首城，甚至位於三之山與野尻之間的岩牟禮城也先後歸順島津軍。這使得島津領地與義祐領地的邊界，已逼近野尻與青井嶽一帶，局勢變得極為緊張。野尻城主福永祐友多次向義祐上書，請求挽回局勢，但這些訴求被義祐的直臣們壓制了下來。義祐的家臣團雖然明知邊界的危機，卻無法阻止義祐的驕傲與奢華。這一切的根源，據說是因為義祐遠離忠誠的諫言家臣，將只聽從自己意見的家臣置於身邊的結果。
進入天正五年（1577年）後，局勢愈加惡化。六月，作為南方防線要塞的櫛間城（今宮崎縣串間市）被島津忠長攻陷。義祐命令擔任飫肥城主的三男・伊東祐兵出兵支援櫛間，卻遭到了忠長的反擊，祐兵逃回飫肥本城，敵方也順勢包圍了飫肥城。同時，日向北部的國人土持氏突然對門川領發動攻擊，使得伊東家面臨來自北方土持氏、南方以及西北方島津氏的雙重夾擊，處境愈發困難。面對這樣的困境，義祐決定進行改革，以圖換取人心。為此，他將家督之位讓給嫡孫伊東義賢（義益嫡子）。
同年十二月，野尻城主福永祐友在島津方高原城主上原尚近的說服下，背叛伊東家，投向島津陣營。由於福永氏與伊東家有姻親關係，因此這場叛變不僅對義祐造成了重大打擊，也讓其他家族大為震驚。在獲知此事後，內山城主野村刑部少輔文綱（野村松綱之子）、紙屋城主米良主税助等人也相繼叛變，投向島津，使得佐土原以西的防線完全落入島津氏之手。面對這樣的局勢，義祐終於意識到事態的嚴重性，並於十二月八日動員領內各將領率兵出擊，計劃奪回紙屋城。然而行經途中，義祐察覺背後的伊東家譜代家臣似有叛變動向，遂立即調頭返回佐土原，重新整頓防禦。
眼見南方島津軍越過飫肥，進攻佐土原已迫在眉睫，義祐也趕在次日（十二月九日）於佐土原城召開軍事評定會議。然而，會上卻沒有任何家臣提議繼續堅守城池與島津軍對抗。同日，因居城被包圍而逃亡的伊東祐兵也到達佐土原城，此時的義祐已別無選擇。就在當天中午過後，義祐決定捨棄日向，投靠次男義益正室阿喜多的叔父、豐後國的大友宗麟，以尋求庇護。
捨棄根據地佐土原逃往豐後的義祐一行在半路接到了新納院財部城（後之高鍋城，今宮崎縣兒湯郡高鍋町）主落合兼朝也投向島津氏的消息。落合氏是伊東氏早期在日向地區的重要家臣，屬於譜代的頭號重臣，但由於義祐寵臣伊東祐松（伊東歸雲齋）的專橫，致使落合兼朝的兒子落合丹後守被殺，這也令兼朝對義祐心生怨恨。兼朝的背叛讓義祐開始反思自己過去的錯誤，甚至一度想要切腹自盡，但被家臣所制止。
最終義祐放棄了進入財部的計劃，向西迂回經過米良山中，穿過高千穗一路逃亡豐後。帶著婦女及孩子的逃亡路途十分艱辛困苦，且必須在猛烈的暴風雪中穿越險峻的山脈。最初約有120到150人參與了這次的逃亡，然而途中有不少人從懸崖上跌落、也有因腳力不支而選擇自盡，加上島津軍的追擊以及山賊的襲擾。當義祐一行終於抵達豐後國時，隊伍中所剩的人數僅有不到80人。其中，後來成為天正遣歐少年使節之一的伊東滿所，當時也身處其中，那時他還僅是個年幼的孩子。
抵達豐後國的義祐會見了大友宗麟，希望大友氏能夠出兵協助其收復日向國。包藏著將日向國納入天主教會國土野心的宗麟接受了義祐的請求，並在天正六年（1578年）攻滅佔據門川的土持氏，隨後在耳川以南與島津軍展開激烈對抗，雙方爆發了耳川之戰。然而，大友軍卻在這場戰鬥中遭遇慘敗。大友氏的敗北，直接影響到義祐一行人的處境，使得他們在當地遭遇了更多的排擠和冷遇。此外，還有傳聞稱宗麟的兒子大友義統企圖奪取義祐之子祐兵的妻子阿虎之方，這些都讓義祐深感不安。在這樣的情勢下，義祐決定帶著祐兵等20餘人離開豐後（義賢則留在大友家），前往伊予國尋求河野氏的庇護。義祐一行最終得以在河野通直的親戚、大内榮運的領地中藏匿。
隨後，在天正十年（1582年），義祐一行再次離開伊予，渡海前往播磨國。在那裡，祐兵藉由與織田信長家臣羽柴秀吉的同族伊東長實的關係，成功獲得了秀吉的庇護，並在其支持下逐漸獲得新的發展機會。

### 临终
義祐在播磨短暫停留後，於天正十二年（1584年）跟著祐兵的隨從黑木宗右衛門尉前往中國地方流浪，後來落腳於周防國山口的舊家臣處。之後義祐與黑木分開，獨自一人繼續旅行，卻不幸染上疾病。患病的義祐決定前往祐兵府邸所在的堺，然而在搭船過程中由於病情惡化，而遭船夫嫌棄丟置在沙灘上。巧合的是，這一情況被祐兵的隨從（也有說法是祐兵的妻子等人）發現，並將義祐帶回堺的府邸。儘管在府中接受了7日多的精心照料，但義祐最終未能康復因病逝世，享年73歲。

## 人物
- 伊東義祐對佛道相當有興趣，並在佐土原仿照京都金閣寺修建金柏寺。時常背負佛籠，日夜步行著念誦佛名；又或身著袈裟，與僧眾終日論議，講談佛法。
- 1549年3月3日，義祐以時逢佳節為由，和島津忠廣休戰一日並舉行相撲比賽。島津方派出強力無雙著稱的中馬武蔵守，伊東方則派出荒武宗幸出戰，結果由宗幸取勝並奪走了中馬武蔵守的首級。
- 除了相撲以外，義祐也很喜歡犬追物等來自京都文化的運動。
- 三子伊東祐兵出仕羽柴秀吉，並得到30人扶持的俸祿。本來秀吉希望收伊東義祐為羽柴氏家臣，然而義祐卻以“雖是流浪之身、但堂堂三位入道怎可追隨羽柴秀吉”為由拒絕了羽柴秀吉的邀請，隨後便離開了播磨繼續流浪。

## 家臣
- 荒武三省－有能的智將，曾幫年輕的義祐（當時叫祐清）驅逐叔叔祐武，並成為義祐的支柱，但在1534年不幸戰死。
- 山田匡得－初陣單挑擊殺龜澤豐前守，身為主力活耀戰場，於大津城攻略打敗島津家久。
- 荒武宗幸
- 長倉祐政
- 長倉祐省－荒武三省死亡後，掌握局勢並把祐清趕出，改立祐清弟祐吉為當主，但兩年後祐吉病死。1541年反叛，才初戰就被義祐討殺。
- 米良祐次
- 河崎祐長－女兒為祐兵之母